# Covington Scott Littleton
Pour les articles homonymes, voir Littleton.
Covington Scott Littleton est un professeur d'anthropologie américain né le 1er juillet 1933 à Los Angeles et mort le 25 novembre 2010, spécialiste des religions indo-européennes et du cycle arthurien. Il a enseigné à l'Occidental College de 1962 à 2002. 
De 1946 à 1950, il suit des cours au Redondo Union High School à Redondo Beach (Californie) avant de s'engager dans l'armée américaine au Japon et en Corée de 1950 à 1952. Il rejoint ensuite El Camino College à Torrance de 1952 à 1954 avant d'entrer, en 1955, à l'UCLA où il décroche successivement un Bachelor of Arts en 1957, un Master of Arts en 1962 et un PhD en 1965. 
Il a beaucoup travaillé sur le cycle arthurien, notamment avec Linda Ann Malcor avec qui il partage le même point de vue sur les origines de la légende. Il est comme elle l'un des partisans de la théorie selon laquelle le roi Arthur serait Lucius Artorius Castus, un officier romain supposé avoir commandé un détachement d'auxiliaires sarmates durant le IIe siècle en Grande-Bretagne.
À partir de 1972, il appartient au comité de patronage de Nouvelle École.